# Jean Mota
Jean Mota Oliveira de Souza, mais conhecido como Jean Mota (São Paulo, 15 de outubro de 1993), é um futebolista brasileiro que atua como meio-campista e lateral-esquerdo. Atualmente, joga pelo Vila Nova.

## Carreira

### Antecedentes
Natural da zona leste de São Paulo, Jean Mota começou sua carreira no futsal. Em 2006, aos 13 anos, foi transferido às categorias de base do Corinthians, mas ficou por um mês no clube alvinegro. No mesmo ano, se juntou à equipe das categorias de base da Portuguesa.

### Portuguesa
Jean subiu aos profissionais da Portuguesa em 2012. Fez sua estreia profissional em 21 de março, em uma goleada por 4–0 sobre o Cuiabá pela Copa do Brasil de 2012. Em 28 de maio de 2013, já integrado ao elenco profissional, Jean Mota renovou seu contrato com a Portuguesa até 2015.
Jogou sua primeira partida na Série A em 8 de junho, em um empate por 0–0 contra o Corinthians, pelo Campeonato Brasileiro de 2013. Marcou seu primeiro gol como profissional em 19 de setembro, sendo o gol de empate no 1–1 contra o América de Natal, pela Série B de 2014.
Em 6 de maio de 2015, Jean Mota foi dispensado pela Portuguesa, após uma limpeza no elenco para o Campeonato Brasileiro da Série C.

### Fortaleza
Em 16 de setembro de 2015, Jean Mota assinou contrato com o Fortaleza, para a disputa da Série C. Fez sua estreia no clube em 23 de janeiro de 2016, estreando como titular em uma vitória em casa por 3–0 sobre o Itapipoca, pelo Campeonato Cearense de 2016. Fez seu primeiro gol pelo clube em 28 de fevereiro, em uma vitória fora de casa por 3–2 sobre o Maranguape, marcando o último gol do jogo.
Após ser apenas relacionado para jogos durante o ano de 2015, se tornou titular indispensável para o clube no ano seguinte, sendo destaque na campanha que resultou o Fortaleza como campeão do Campeonato Cearense de 2016. Pelo clube cearense, fez 31 jogos e marcou 6 gols.

### Santos
No dia 6 de junho de 2016, Jean Mota acertou sua transferência para o Santos, por 800 mil reais. Assinou um contrato de quatro anos no dia 9 de junho, e foi imediatamente integrado na equipe de Dorival Júnior. Jean Mota fez sua estreia pelo Peixe em 26 de junho de 2016, substituindo Lucas Lima em uma vitória sobre o São Paulo por 3–0. Marcou seu primeiro gol no dia 24 de julho de 2016 contra o Vitória, na partida vencida pelo Peixe por 3–2 válida pelo Campeonato Brasileiro.
Ele fez sua estreia em competições continentais no dia 19 de abril de 2017, começando como lateral-esquerdo e sendo expulso em um empate fora de casa por 0–0 contra o Independiente Santa Fe, pela Copa Libertadores da América de 2017. Em 18 de julho, ele renovou seu contrato até junho de 2022.
Ele passou a temporada de 2018 como reserva após a contratação de Dodô e atrás das opções no meio-campo, Carlos Sánchez, Diego Pituca e Alison. Jean Mota começou a temporada de 2019 como titular na posição de falso 9 sob o comando do técnico Jorge Sampaoli, marcando oito gols e dando seis assistências nos primeiros três meses de competição. Ele foi eleito o melhor jogador do Campeonato Paulista de 2019, mas posteriormente perdeu sua vaga de titular.
Em 10 de novembro de 2020, foi anunciado que Jean Mota e mais seis jogadores do time principal do Santos testaram positivo para a COVID-19.

### Inter Miami
Em 22 de outubro de 2021, o Santos aceitou a proposta do clube americano Inter Miami pelo Jean Mota, por um valor de 2,8 milhões de reais de 80% dos direitos do atleta.

### Vitória
No dia 5 de março de 2024, o Vitória anunciou a contratação do meia Jean Mota, custando um valor de 350 mil dólares, com um contrato até 2026. Em 23 de março, Jean Mota estreou  contra o Fortaleza, pela Copa do Nordeste. No dia 23 de junho, Jean fez o gol que abriu o para o Leão, mas o Red Bull Bragantino conseguiu a virada e venceu por 2 a 1 no Estádio Nabi Abi Chedid. Esse foi seu primeiro gol pelo Rubro-Negro.
Jean encerrou a temporada 2024 e não agradou muito, ele atuou apenas em 19 jogos, sendo cinco como titular e um gol marcado. Na reta final da campanha de reação do time no Brasileiro, o jogador sequer saiu do banco de reservas.

## Estilo de jogo
Jean Mota é um meio-campista de origem, mas pode ser utilizado como um meia-atacante, lateral-esquerdo, falso 9 e volante. Começou a ser utilizado na posição de lateral em 2014, enquanto ainda estava na Portuguesa, pelos técnicos Argel Fucks, Marcelo Veiga e Silas. Em 2017, após as lesões de Zeca e Caju, Jean Mota voltou se estabelecer como titular regular na lateral-esquerda no Santos.
Jean Mota se destacou no Campeonato Paulista de 2019 atuando como um falso 9 no Santos. Sem centroavante na época, o técnico Jorge Sampaoli deu liberdade ao jogador para se aproximar da área, o que rendeu a artilharia da competição ao atleta. No entanto, com a chegada de Uribe e o destaque de Eduardo Sasha no ataque, Jean Mota parou de exercer a função de falso 9 e passou a fazer parte do rodízio de Sampaoli no meio-campo.
Começou a atuar como volante após a saída de Jean Lucas e passou a variar entre o setor defensivo e ofensivo no meio de campo até 2021, quando voltou a ser utilizado nessa posição com os treinadores Marcelo Fernandes e Fernando Diniz.

## Estatísticas
Atualizado até 19 de outubro de 2024.

### Clubes
| Equipe            | Temporada         | Campeonato nacional | Campeonato nacional | Campeonato nacional | Copa nacional[a] | Copa nacional[a] | Copa nacional[a] | Competições continentais[b] | Competições continentais[b] | Competições continentais[b] | Outros torneios[c] | Outros torneios[c] | Outros torneios[c] | Total | Total | Total   |
| Equipe            | Temporada         | Jogos               | Gols                | Assist.             | Jogos            | Gols             | Assist.          | Jogos                       | Gols                        | Assist.                     | Jogos              | Gols               | Assist.            | Jogos | Gols  | Assist. |
| ----------------- | ----------------- | ------------------- | ------------------- | ------------------- | ---------------- | ---------------- | ---------------- | --------------------------- | --------------------------- | --------------------------- | ------------------ | ------------------ | ------------------ | ----- | ----- | ------- |
| Portuguesa        | 2012              | 0                   | 0                   | 0                   | 1                | 0                | 0                | —                           | —                           | —                           | 0                  | 0                  | 0                  | 1     | 0     | 0       |
| Portuguesa        | 2013              | 13                  | 0                   | 0                   | 1                | 0                | 0                | 2                           | 0                           | 0                           | 7                  | 0                  | 0                  | 23    | 0     | 0       |
| Portuguesa        | 2014              | 18                  | 1                   | 0                   | 2                | 0                | 0                | —                           | —                           | —                           | 2                  | 0                  | 0                  | 22    | 1     | 0       |
| Portuguesa        | 2015              | —                   | —                   | —                   | 1                | 0                | 0                | —                           | —                           | —                           | 8                  | 1                  | 0                  | 9     | 1     | 0       |
| Portuguesa        | Total             | 31                  | 1                   | 0                   | 5                | 0                | 0                | 2                           | 0                           | 0                           | 17                 | 1                  | 0                  | 55    | 2     | 0       |
| Fortaleza         | 2015              | 0                   | 0                   | 0                   | —                | —                | —                | —                           | —                           | —                           | 3                  | 0                  | 0                  | 3     | 0     | 0       |
| Fortaleza         | 2016              | 2                   | 1                   | 0                   | 4                | 1                | 0                | —                           | —                           | —                           | 22                 | 4                  | 0                  | 28    | 6     | 0       |
| Fortaleza         | Total             | 2                   | 1                   | 0                   | 4                | 1                | 0                | 0                           | 0                           | 0                           | 25                 | 4                  | 0                  | 31    | 6     | 0       |
| Santos            | 2016              | 23                  | 2                   | 5                   | —                | —                | —                | —                           | —                           | —                           | —                  | —                  | —                  | 23    | 2     | 5       |
| Santos            | 2017              | 30                  | 1                   | 3                   | 3                | 0                | 2                | 6                           | 0                           | 0                           | 5                  | 0                  | 0                  | 44    | 1     | 5       |
| Santos            | 2018              | 20                  | 2                   | 0                   | 3                | 0                | 0                | 7                           | 0                           | 2                           | 12                 | 0                  | 0                  | 42    | 2     | 2       |
| Santos            | 2019              | 27                  | 1                   | 1                   | 7                | 2                | 3                | 2                           | 0                           | 1                           | 15                 | 7                  | 2                  | 51    | 10    | 7       |
| Santos            | 2020              | 29                  | 1                   | 1                   | 2                | 0                | 0                | 7                           | 1                           | 1                           | 6                  | 0                  | 1                  | 44    | 2     | 3       |
| Santos            | 2021              | 23                  | 2                   | 2                   | 6                | 0                | 1                | 11                          | 0                           | 1                           | 9                  | 1                  | 0                  | 49    | 3     | 4       |
| Santos            | Total             | 152                 | 9                   | 12                  | 21               | 2                | 6                | 33                          | 1                           | 5                           | 47                 | 8                  | 3                  | 253   | 20    | 26      |
| Inter Miami       | 2022              | 34                  | 2                   | 2                   | 2                | 1                | 0                | —                           | —                           | —                           | —                  | —                  | —                  | 36    | 3     | 2       |
| Inter Miami       | 2023              | 13                  | 0                   | 3                   | 2                | 0                | 1                | 0                           | 0                           | 0                           | —                  | —                  | —                  | 15    | 0     | 4       |
| Inter Miami       | 2024              | 2                   | 0                   | 0                   | —                | —                | —                | —                           | —                           | —                           | —                  | —                  | —                  | 2     | 0     | 0       |
| Inter Miami       | Total             | 49                  | 2                   | 5                   | 4                | 1                | 1                | 0                           | 0                           | 0                           | 0                  | 0                  | 0                  | 53    | 3     | 6       |
| Vitória           | 2024              | 16                  | 1                   | 0                   | 1                | 0                | 0                | —                           | —                           | —                           | 2                  | 0                  | 1                  | 19    | 1     | 1       |
| Vitória           | Total             | 16                  | 1                   | 0                   | 1                | 0                | 0                | 0                           | 0                           | 0                           | 2                  | 0                  | 1                  | 19    | 1     | 1       |
| Total na carreira | Total na carreira | 250                 | 14                  | 17                  | 35               | 4                | 7                | 35                          | 1                           | 5                           | 91                 | 13                 | 4                  | 414   | 32    | 33      |

- a. ^ Jogos da Copa do Brasil e da US Open Cup
- b. ^ Jogos da Copa Sul-Americana, da Copa Libertadores da América e da Copa das Ligas
- c. ^ Jogos do Campeonato Paulista, do Campeonato Paulista - Série A2, da Copa Fares Lopes, do Campeonato Cearense e da Copa do Nordeste

## Títulos
Portuguesa
- Campeonato Paulista - Série A2: 2013

Fortaleza
- Taça dos Campeões Cearenses: 2016
- Campeonato Cearense: 2016

Inter Miami
- Copa das Ligas: 2023

Vila Nova
- Campeonato Goiano: 2025[36]

### Prêmios individuais
- Seleção do Campeonato Cearense: 2016[37]
- Seleção do Campeonato Paulista: 2019[38]
- Craque do Campeonato Paulista: 2019[38]

### Artilharias
- Artilheiro do Campeonato Paulista: 2019 (7 gols)[38]